# Kabul (Izrael)
Kabul (hebr. כאבול, arab. جولس; ang. Kabul) – samorząd lokalny położony w Dystrykcie Północnym, w Izraelu.

## Położenie
Kabul jest położony na wysokości 77 metrów n.p.m. na wzgórzach Zachodniej Galilei. Na wschodzie wznosi się wzgórze Giwat Sachnit (321 m n.p.m.), za którym jest Dolina Sachnin. Na południowym wschodzie jest wzgórze Har Kabul (373 m n.p.m.). Wzgórza są zalesione. Ze wzgórz spływają głębokimi wadi strumienie Kabul, Segew i Aszlil. Okoliczny teren opada w kierunku północno-zachodnim w stronę równiny przybrzeżnej Izraela. W odległości 10 km znajduje się Zatoka Hajfy. W otoczeniu Kabulu znajdują się miasto Tamra, miejscowości Sza’ab i Kaukab Abu al-Hidża, kibuce Kefar Masaryk i Jasur, moszawy Achihud i Ja’ad, oraz wioski komunalne Tal-El, Gilon, Segew, Manof i Moreszet.

### Podział administracyjny
Kabul jest położony w Poddystrykcie Akki, w Dystrykcie Północnym.

## Demografia
Zgodnie z danymi Izraelskiego Centrum Danych Statystycznych w 2011 roku w Kabulu żyło ponad 12,5 tys. mieszkańców, z czego 99,9% Arabowie muzułmanie i 0,1% inne narodowości. Wskaźnik wzrostu populacji w 2011 roku wynosił 0,8%. Zgodnie z danymi Izraelskiego Centrum Danych Statystycznych średnie wynagrodzenie pracowników w Kabulu w 2009 roku wynosiło 4418 ILS (średnia krajowa 7070 ILS).
| Wiek (w latach) | Procent populacji w % |
| --------------- | --------------------- |
| 0 – 4           | 11,8                  |
| 5 – 9           | 12,2                  |
| 10 – 14         | 11,2                  |
| 15 – 19         | 11,2                  |
| 20 – 29         | 13,9                  |
| 30 – 44         | 22,0                  |
| 45 – 59         | 12,2                  |
| 60 – 64         | 1,7                   |
| 65 –            | 3,7                   |

Źródło danych: Central Bureau of Statistics.

## Historia

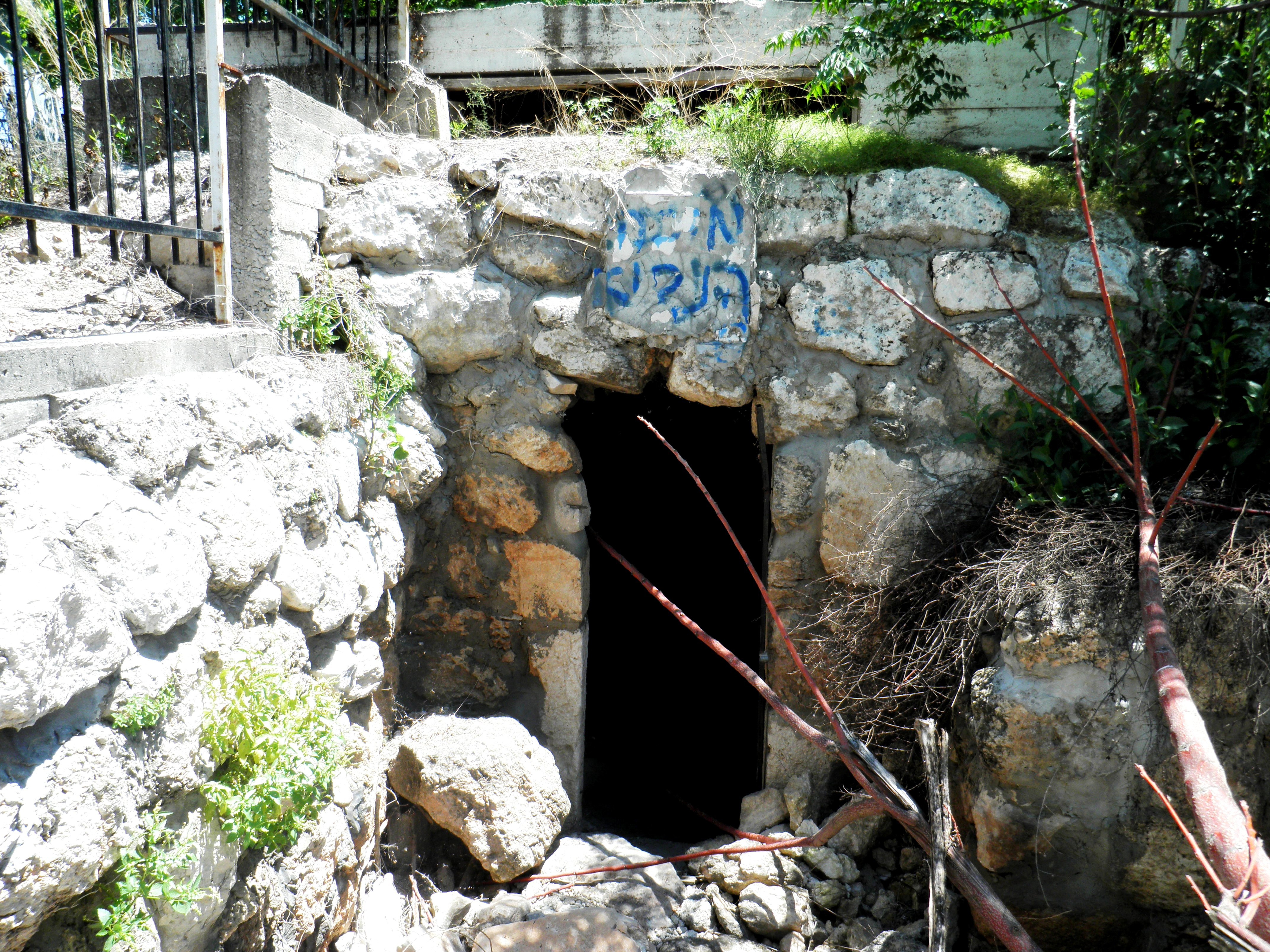
Przypuszczalny grób proroka Micheasza w Kabulu

Historycy utożsamiają miejscowość z biblijnym miastem żydowskim Kabulu. Rzymianie nazywali je Chabalon. Według żydowskiej tradycji pochowano tutaj postacie biblijne Rubena i Symeona, a następnie proroka Micheasza. Z tego powodu miejscowość była celem licznych żydowskich pielgrzymek. Miasto zostało opuszczone podczas wojny żydowsko-rzymskiej 66–73. Później, od Średniowiecza miejsce to było zamieszkałe przez muzułmańskich Arabów. Krzyżowcy nazywali je Cabor. Mniej więcej w tym okresie w Kabulu pochowano słynnych żydowskich rabinów: Jehudę Halewiego, Aben Ezrę i Awicebrona. Ich groby stały się celem licznych żydowskich pielgrzymów. Pod koniec XIX wieku francuski podróżnik Victor Guérin opisał Kabul jako muzułmańską wioskę z 400 mieszkańcami. W wyniku I wojny światowej w 1918 roku cała Palestyna przeszła pod panowanie Brytyjczyków. Przyjęta 29 listopada 1947 roku Rezolucja Zgromadzenia Ogólnego ONZ nr 181 w sprawie podziału Palestyny przyznawała ten rejon państwu arabskiemu. Podczas wojny domowej w Mandacie Palestyny na początku 1948 roku do wioski wkroczyły siły Arabskiej Armii Wyzwoleńczej, które paraliżowały żydowską komunikację w całym obszarze Galilei. Podczas I wojny izraelsko-arabskiej Izraelczycy przeprowadzili w tym rejonie operację Dekel, i 15 lipca 1948 roku zajęli wioskę. Wysiedlono wówczas większość mieszkańców Kabulu, którzy znaleźli schronienie w Libanie. Po wojnie opuszczone domy zajęli arabscy mieszkańcy wysiedlonych wiosek ad-Damun, Mi’ar, al-Birwa i ar-Ruwajs. Dzięki temu Kabul zachował swój pierwotny charakter. W 1976 roku Kabul otrzymała status samorządu lokalnego.

### Nazwa
Pochodzenie nazwy miejscowości nie jest znane. Najbardziej prawdopodobnym wytłumaczeniem jest, że pochodzi ona od hebrajskiego słowa „gvul” oznaczającego „granica”. Innym popularnym wyjaśnieniem jest, że jest to nazwa tutejszego rodzaju gleby.

## Symbole
Oficjalny herb miejscowości zatwierdzono w lutym 1978 roku i opublikowano w listopadzie 1982 roku. Składa się on z tarczy, na której widnieją wizerunki drzewa oliwkowego i winorośli. Wskazuje to na tradycyjne główne źródło dochodów mieszkańców i ich związek z ziemią.

## Polityka
Siedziba władz samorządowych znajduje się w północnej części miejscowości. Przewodniczącym rady jest Hassan Buk.

## Architektura
Miasteczko posiada typową arabską architekturę, charakteryzującą się ciasną zabudową i wąskimi, krętymi uliczkami. Zabudowa powstawała bardzo chaotycznie, bez zachowania jakiegokolwiek wspólnego stylu architektonicznego.

## Kultura
W miejscowości jest ośrodek kultury i biblioteka publiczna.

## Edukacja i nauka
W miejscowości znajduje się 5 szkół, w tym 3 podstawowe. W 2010 roku uczyło się w nich ogółem ponad 2,5 tys. uczniów, w tym 1,5 tys. w szkołach podstawowych. Średnia liczba uczniów w klasie wynosiła 30.

## Sport i rekreacja
W zachodniej części miasteczka znajduje się boisko do piłki nożnej oraz centrum sportowe z basenem pływackim. Mniejsze boiska oraz sale sportowe są zlokalizowane przy szkołach.

## Gospodarka
Lokalna gospodarka opiera się na małej działalności produkcyjnej oraz handlu. Obecnie tylko niewielka część populacji pracujących w rolnictwie, zwłaszcza w szklarniach na zachodnim skraju osady. Część mieszkańców pracuje w okolicznych strefach przemysłowych.

## Transport
Z miejscowości wyjeżdża się na zachód na dwoma drogami na zachód na drogę ekspresową nr 70, którą jadąc na północ dojeżdża się do skrzyżowania z drogą nr 805 i dalej do kibucu Jasur, lub na północ do skrzyżowania z drogą prowadzącą do miasta Tamra i dalej do skrzyżowania z drogą nr 781. Lokalne drogi prowadzą na południe do miasta Tamra i na północ do drogi nr 805.